# 山中吉久
山中 吉久（やまなか よしひさ）は、戦国時代から安土桃山時代にかけての武将。

## 経歴
武田信玄・勝頼父子に仕え、武田氏没落後は大須賀康高の誘いに応じて天正18年（1590年）9月より徳川家康に仕える。仕官後の消息は不明。

## 系譜

### 子女
- 山中吉正 (長男)